# Hetzerhalle

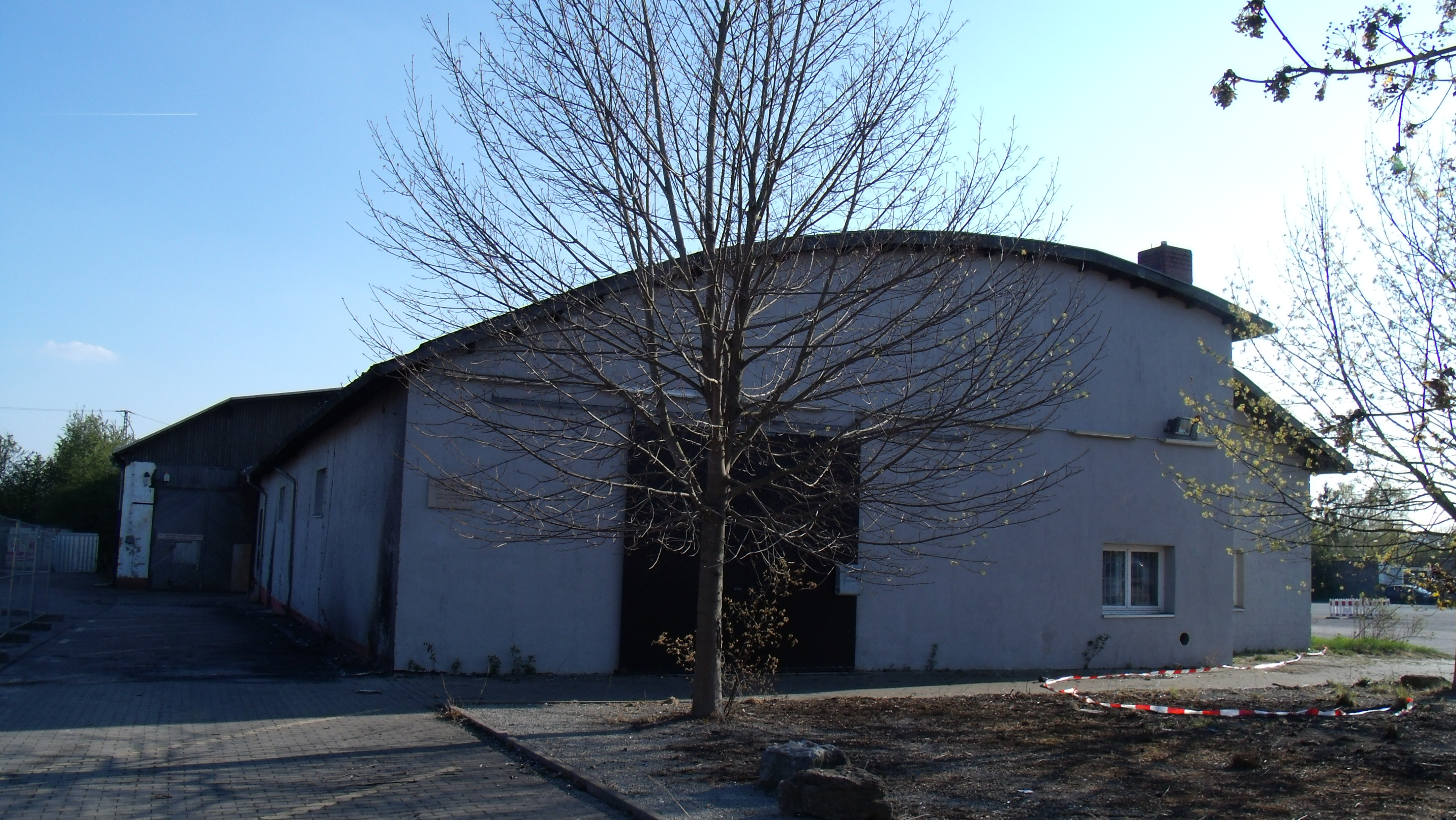
Die unter Denkmalschutz stehenden Hetzerhallen in Weimar

Hetzerhallen sind im Innenraum stützenfreie Hallen mit einem Dachtragwerk aus besonderen Leimbindern (Hetzerträgern, Hetzer-Bauweise), die nach ihrem Erfinder benannt wurden, dem Zimmermeister und Holzbau-Unternehmer Otto Hetzer (1846–1911).

## Beschreibung
Die erste Hetzerhalle mit 43 m freier Spannweite entstand im Auftrag des Deutschen Reichs als Eisenbahn-Ausstellungshalle auf der Brüsseler Weltausstellung 1910, die architektonische Gestaltung stammte von Peter Behrens. Sie erhielt zwei Auszeichnungen wegen ihrer soliden und innovativen Ausführung.
Die Hetzer-Bauweise mit Hetzerträgern (Hetzer-Bindern) in Leimbauweise ist das Hauptmerkmal des Dachtragwerks einer sogenannten Hetzerhalle. Ein Hetzerträger ist ein Dachbinder mit I-förmigem Querschnitt, der aus verschiedenen miteinander verleimten Hölzern (Buche für Druckzone, Fichte für Zugzone) besteht und je nach Spannweite mit hölzernen oder eisernen Zugbändern versehen sein kann. Ein damit errichtetes Dach- oder Hallentragwerk eignet sich für die stützenfreie Überwölbung weiter Räume. 
Das Dach ist im Querschnitt rund oder polygonal und lässt sich mit einfachen Pappschindeln decken. Die Wände können einfach verputzte Ziegelwände sein. Die Hallen werden dank ihrer relativ flachen und stützenfreien Dachkonstruktion zum Beispiel als Montage- oder Lagerhallen gebaut.

## Hetzerhallen in Weimar

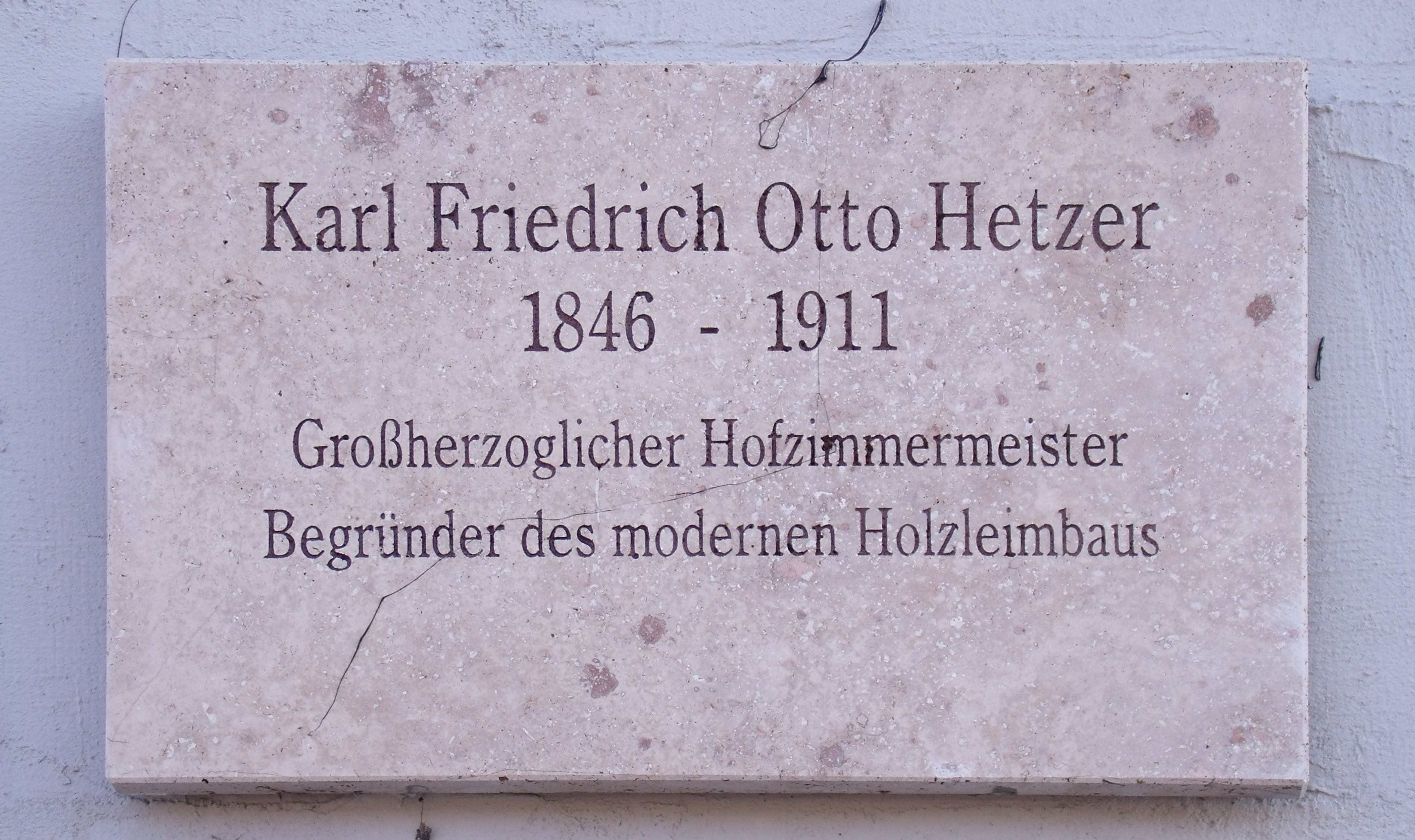
Die „Kleine Hetzerhalle“ in Weimar-Nord trägt seit 21. Oktober 2004 die Gedenktafel für Otto Hetzer. (Foto vom April 2015)

Die als Prototyp geltenden und unter Denkmalschutz stehenden Hetzerhallen im thüringischen Weimar wurden 1907 nördlich der Eisenbahntrasse als Werkshallen der Otto Hetzer Holzbau- und Holzpflege AG errichtet. Erhalten ist die „Kleine Hetzerhalle“, die zuletzt (Stand: Oktober 2019) als Lagerhalle und Getränkemarkt genutzt wurde. Die zuletzt leerstehende und sanierungsbedürftige „Große Hetzerhalle“ stürzte am 17. Februar 2021 aufgrund hoher Schneelast ein, die „Kleine Hetzerhalle“ wurde beschädigt.

## Weitere Hetzerhalle
- Biertenne der Wernesgrüner Brauerei in Wernesgrün im sächsischen Vogtland (Wernesgrüner Musikantenschenke)[4][5]